# Koothi, Somvarpet
Koothi là một làng thuộc tehsil Somvarpet, huyện Kodagu, bang Karnataka, Ấn Độ.